# Dals-Eds landsfiskalsdistrikt
Dals-Eds landsfiskalsdistrikt var 1918–1964 ett landsfiskalsdistrikt i Älvsborgs län, bildat när Sveriges indelning i landsfiskalsdistrikt trädde i kraft den 1 januari 1918, enligt beslut den 7 september 1917. Den 1 januari 1965 avskaffades i Sverige samtliga landsfiskaler och landsfiskalsdistrikt, och deras arbetsuppgifter delades upp på de nyskapade indelningarna polisdistrikt, åklagardistrikt och kronofogdedistrikt.
Landsfiskalsdistriktet låg under länsstyrelsen i Älvsborgs län.

## Ingående områden
När Sveriges nya indelning i landsfiskalsdistrikt trädde i kraft den 1 oktober 1941 (enligt kungörelsen den 28 juni 1941) tillfördes kommunerna Bäcke och Ödskölt från det upplösta Billingsfors landsfiskalsdistrikt samt Nössemarks landskommun från det upplösta Lelångens landsfiskalsdistrikt. När Sveriges nya indelning i landsfiskalsdistrikt trädde i kraft den 1 januari 1952 (enligt kungörelsen 1 juni 1951) ändrades distriktets indelning genom kommunreformen 1952 men omfattningen ändrades inte.

### Från 1918
Vedbo härad:
- Dals-Eds landskommun
- Gesäters landskommun
- Håbols landskommun
- Rölanda landskommun
- Töftedals landskommun

### Från 1 oktober 1941
Vedbo härad:
- Bäcke landskommun
- Dals-Eds landskommun
- Gesäters landskommun
- Håbols landskommun
- Nössemarks landskommun
- Rölanda landskommun
- Töftedals landskommun
- Ödskölts landskommun

### Från 1 januari 1952
- Bäckefors landskommun
- Dals-Eds landskommun